# Bethylopsis
Bethylopsis (лат.) — род ос-бетилид из подсемейства Scleroderminae (Bethylidae). Встречаются в Океании (Маркизские острова) и Неотропике (Чили). 2 вида.

## Описание
Мелкие осы, длина около 3 мм. Жвалы длинные с 3 апикальными зубцами. Голова длиннее ширины. Клипеус со срединной долей короче боковых долей. Апикальный край срединной доли наличника изогнут в дорсальном виде и дугообразно изогнут во фронтальном виде. Затылочный киль отсутствует. Нотаули отсутствует. Парапсидальный сигнум присутствует или отсутствует. Мезоскуто-мезокутелларная борозда присутствует. Брахиптеровидная форма с узким передним крылом, достигающим метасомального тергума I. Передний край передних крыльев угловатый. Жгутик усика 10- или 11-члениковый.
- Bethylopsis fullawayi Fouts, 1935 — Маркизские острова[3]
- Bethylopsis carinatus Azevedo, 1999 — Чили[4]